# Casa de Guías
La Casa de Guías con sede en Huaraz, Áncash, agrupa a la Asociación de Guías de Montaña del Perú (AGMP), al Centro de Estudios de Alta Montaña (CEAM) y al Centro de Idiomas de la Casa de Guías (CI). 

## La Asociación de Guías de Montaña del Perú
La AGMP es la asociación de guías profesionales de montaña más antigua y numerosa en Latinoamérica. Forma parte de la Unión Internacional de Asociaciones de Guías de Montaña (UIAGM) la cual agrupa actualmente a las asociaciones de 23 países; de las cuales 15 son de Europa, 4 de Sudamérica (Argentina, Bolivia, Ecuador y Perú),  2 de Norteamérica (Cánadá y Estados Unidos) y 2 de Asia (Nepal y Japón).

### Historia
En 1977 surge la idea de formar guías de montaña en los Andes peruanos y gracias a la amistad montañera entre Suiza y Perú, se inicia el Primer Curso de Aspirantes a Guías de Montaña (1978) el cual se realizó en la Quebrada Llaca con la implementación de algunas rutas de escalada en roca sobre las paredes graníticas. 
En 1979, se realiza el Primer Curso de Guías Peruanos en los Alpes patrocinado por la Asociación de Guías de Montaña de Suiza. Participaron 11 aspirantes y 8 aprobaron el curso. 
El 25 de octubre de 1980 se crea la asociación en la ciudad de Huaraz, en la cual hasta ahora tiene su sede principal, y agrupa a las secciones regionales de Áncash, Arequipa y Cusco. 
Y diez años después, en 1990, la AGMP ingresa a la Unión Internacional de Asociaciones de Guías de Montaña- UIAGM.

### Actividades
Cada año la Casa de Guías organiza una serie de actividades principalmente en la Cordillera Blanca en Áncash 
- Curso de Guías de Montaña
- Curso de Aspirantes a Guías de Montaña
- Curso de Rescate y Primeros Auxilios

Adicionalmente a los cursos, también se organizan expediciones de escalada en alta montaña en cordilleras ubicadas fuera de Áncash y Perú, así como también expediciones de rescate en alta montaña en Perú.
Entre sus asociados se encuentran Richard Hidalgo, Saúl Luciano Lliuya y Víctor Rímac.

### Otras Asociaciones Guías de Montaña UIAGM en Sudamérica
- Asociación Argentina de Guías de Montaña (AAGM), creada en 1984.
- Asociación de Guías de Montaña y Trekking Bolivia (AGMTB), creada en 1984
- Asociación Ecuatoriana de Guías de Montaña (ASEGUIM), creada en 1990.

- Datos: Q27905716